# Komitet Obrony Robotników
Das Komitet Obrony Robotników (deutsch Komitee zur Verteidigung der Arbeiter, kurz: KOR)
war eine Gruppe der polnischen Bürgerrechtsbewegung. Sie entstand als Reaktion der Intellektuellen auf Repressionen der Staatsführung gegen die Teilnehmer an Arbeiterprotesten im Jahr 1976. Das Hauptziel war die finanzielle Unterstützung und die Bereitstellung eines Rechtsbeistands für verfolgte Arbeiter. Sie war eine der Keimzellen der Gewerkschaftsbewegung „Solidarność“. Die Vereinigung wurde ab 1977 Komitet Samoobrony Społecznej „KOR“ (deutsch: Komitee zur gesellschaftlichen Selbstverteidigung „KOR“) genannt. 
Unter den Gründern von KOR waren auch Jacek Kuroń, der spätere Arbeits- und Sozialminister Polens, ein enger Mitarbeiter von Lech Wałęsa, der spätere Verteidigungsminister Antoni Macierewicz sowie der Autor Jerzy Andrzejewski und der spätere Europaabgeordnete Bogusław Sonik. 